# Наџдах ибн Амир
Наџдах ибн 'Амир ел Ханафи (арап. نجدة بن عامر الحنفي‎‎) (преминуо 692.) успоставио је узурпиравши власт државу Хариџита у централној и источној Арабији у доба Омејада прије него што га је убио један од његових следбеника у 692.